# Los Marines
Los Marines è un comune spagnolo di 325 abitanti situato nella comunità autonoma dell'Andalusia.

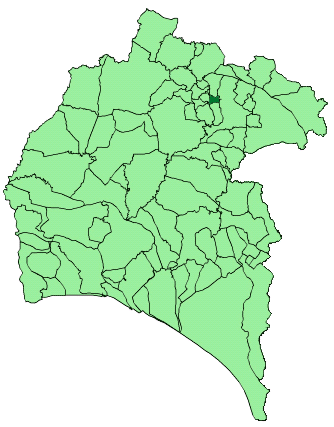
Mappa del comune nella provincia